# David R. Caruso
David R. Caruso (* 20. März 1956) ist ein amerikanischer Managementpsychologe.

## Leben und Werk
Caruso hat an der Case Western Reserve University im Fach Psychologie promoviert und arbeitet nach Tätigkeiten in der Industrie gegenwärtig an der Yale University. Seit 1995 forscht er gemeinsam mit John D. Mayer und Peter Salovey auf dem Gebiet der emotionalen Intelligenz. Zu seinen herausragenden wissenschaftlichen Leistungen zählt die Mitarbeit an der Entwicklung des Mayer-Salovey-Caruso Emotional Intelligence Test (MSCEIT), einem wissenschaftlichen Instrumentarium, mit dem die emotionale Intelligenz ähnlich wie die sprachlich-mathematische Intelligenz vermessen werden kann.

## Publikationen (Auswahl)
- mit John D. Mayer und Peter Salovey: Models of emotional intelligence. In: R.J. Sternberg (Hrsg.): The handbook of intelligence. Cambridge University Press, New York 2000, S. 396–420.
- mit John. D. Mayer: The Effective Leader: Understanding and applying emotional intelligence. In: Ivey Business Journal. Band 67, 2002, S. 1–6.
- mit John D. Mayer und Peter Salovey: Relation of an ability measure of emotional intelligence to personality. In: Journal of Personality Assessment. Band 79, 2002, S. 306–320.
- mit John D. Mayer, Peter Salovey und Gill Sitarenios: Measuring and modeling emotional intelligence with the MSCEIT V 2.0. In: Emotion. Band 3, 2003, S. 97–105.
- mit John D. Mayer und Peter Salovey: Emotional intelligence: Theory, findings, and implications. In: Psychological Inquiry. Band 15, 2004, S. 197–215.
- Defining the Inkblot Called Emotional Intelligence. In: Emotional Intelligence. (online), 1 (1), 2004.
- Emotional intelligence. In: S. Rogelberg (Hrsg.): Encyclopedia of Industrial/Organizational Psychology. Sage, Thousand Oaks CA 2006.
- mit B. Bienn und S. A. Kornacki: Emotional intelligence in the workplace. In: J. Ciarrochi, J. Forgas, J.D. Mayer (Hrsg.): Emotional intelligence in everyday life. 2. Auflage. Psychology Press, Philadelphia 2006.
- mit John D. Mayer und Peter Salovey: Emotional intelligence: New ability or eclectic mix of traits? In: American Psychologist. Band 63, 2008, S. 503–517.